# Rogge della Bassa Bergamasca
Noi che abbiamo raccolto una si grande eredità, dobbiamo tributare a quelle generazioni la nostra maggiore ammirazione e gratitudine.»
(Luigi Goltara, nel volume della Carta Idrologica d'Italia dedicato alla Provincia di Bergamo, 1910)
Il sistema idrogeologico della Bassa Bergamasca è dominato dalla presenza della fascia dei fontanili; il principale è il fontanile Brancaleone, situato nel territorio comunale di Caravaggio. I fontanili della bergamasca sono oltre 200.
Le acque provenienti da fontanili e risorgive sono state convogliate, fin dal Medioevo, in rogge e canali irrigui, allo scopo di bonificare aree paludose e consentire un'irrigazione capillare delle campagne.
Tali rogge, secondo i dati riportati da numerosi storiografi, vennero aperte attorno alla metà del XIV secolo. La più antica di esse sembra essere la  roggia Brembilla, anticamente chiamata  Seriola de Bolterio e quindi  Marzola; la sua costruzione fu iniziata da Galeazzo Visconti nel 1301 e terminò attorno al 1309 ad opera di tal Guidone della Torre, un milanese.
Sempre nel 1309 iniziò la costruzione della  roggia Sotto; ancora, nel 1320 l'alacre lavoro degli abitanti di Caravaggio permise l'inaugurazione della  roggia Rognola, con il duplice scopo di irrigare i campi a sud del centro urbano e di bonificare i terreni di pertinenza del comune di Morengo, sino ad allora di natura paludosa.
Nei cinquant'anni successivi la rete di canali irrigui fu progressivamente potenziata, anche con la costruzione, attorno al 1350, della roggia Basso, che drenava le acque del Fontanile Brancaleone; le sue acque attraversano Caravaggio e si uniscono a quelle della Roggia Rognola.
L'opera di razionalizzazione idrologica della zona culminò nel 1375 con la bonifica delle Mose Vescapine (o Vascapine), poste tra Mariano e Masano.